# Ostřice krkonošská
Ostřice krkonošská (Carex derelicta) je druh jednoděložné rostliny z čeledi šáchorovité (Cyperaceae). Druh je součástí složitého taxonomického komplexu Carex flava agg., kromě ostřice pozdní se v ČR vyskytuje ještě ostřice rusá (Carex flava s. str.), ostřice šupinoplodá (Carex lepidocarpa), ostřice skloněná (Carex demissa) a ostřice pozdní (Carex viridula). Jedná se o endemit Krkonoš a druh byl řádně popsán teprve v roce 2008.

## Taxonomie
Rostlin si povšiml už v 60. letech 20. století český botanik Josef Holub. Byla pak uváděna v literatuře pod provizorním jménem C. viridula Michx. subsp. pseudoscandinavica (jak uvádí i Kubát 2002) nebo C. oederi Retz. subsp. pseudoscandinavica. Dostál 1989 ji pak uvádí jako Carex serotina Mérat subsp. pseudoscandinavica Řádně popsána byla až v roce 2008 Jitkou Štěpánkovou.

## Popis
Jedná se o rostlinu dosahující výšky nejčastěji 10–25 cm. Je vytrvalá, trsnatá, s krátkým oddenkem. Listy jsou střídavé, přisedlé, s listovými pochvami. Čepele jsou asi 1–2,2 mm široké, žlábkovité. Bazální pochvy jsou bledě hnědé a nerozpadavé. Ostřice krkonošská patří mezi různoklasé ostřice, nahoře jsou klásky samčí, dole samičí. Samčí vrcholový klásek je jen jeden, je přisedlý nebo krátce krátce stopkatý. Samičích klásků je nejčastěji 2–3 (zřídka až 5), dolní je často oddálený, jsou za zralosti asi 4–10 mm dlouhé 3–6 mm široké. Dolní listen je pochvatý a delší než květenství. Okvětí chybí. V samčích květech jsou zpravidla 3 tyčinky. Blizny jsou většinou 3. Plodem je mošnička, která je asi 2–2,5 mm dlouhá, zelená až žlutě nahnědlá, za zralosti našedle zelená. Na vrcholu je dvouklaný zobánek, asi 0,4–0,7 mm dlouhý, na mošničku nasedá přímo a není lomený (ohnutý dolů ani u spodních mošniček). Nažka kompletně vyplňuje mošničku. Každá mošnička je podepřená plevou, která je 1,5–2,5 mm dlouhá, stejně dlouhá nebo delší než mošnička, někdy krátce osinatá, hnědá se světlejším středem, na okraji někdy tence blanitá Počet chromozómů: 2n=35.

## Rozšíření
Zatím je známa jen z Velké kotelné jámy a je endemitem české části Krkonoš. V severozápadní Evropě roste příbuzný druh Carex scandinavica. Zřejmě vznikla z izolované populace tohoto druhu (glaciální relikt), popř. došlo ke křížení s dalším druhem, např. Carex demissa.